# Ormosia hutchinsonae
Ormosia hutchinsonae är en tvåvingeart som beskrevs av Alexander 1935. Ormosia hutchinsonae ingår i släktet Ormosia och familjen småharkrankar. Inga underarter finns listade i Catalogue of Life.